# Berit
Berit o Berith és un dimoni capaç de predir el futur, que s'invoca amb un anell màgic de plata. Se'l representa com un poderós soldat amb corona, ja que ocupa un rang elevat a la jerarquia de l'Infern i els alquimistes creien que tenia un paper important en la transmutació d'elements en or. Probablement el seu nom ve d'una variant local del déu Baal.